# Токарный станок

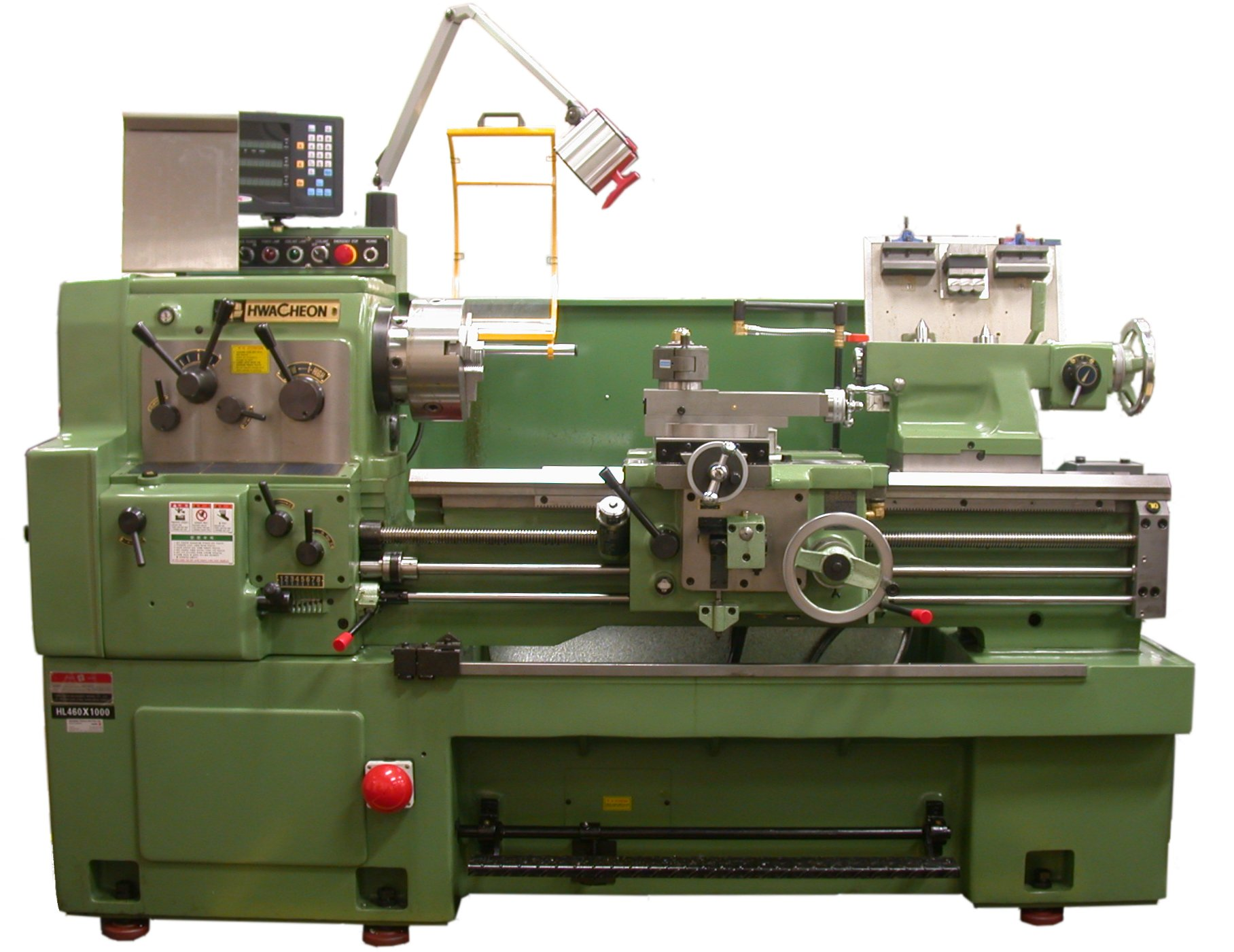
Классический токарно-винторезный станок.

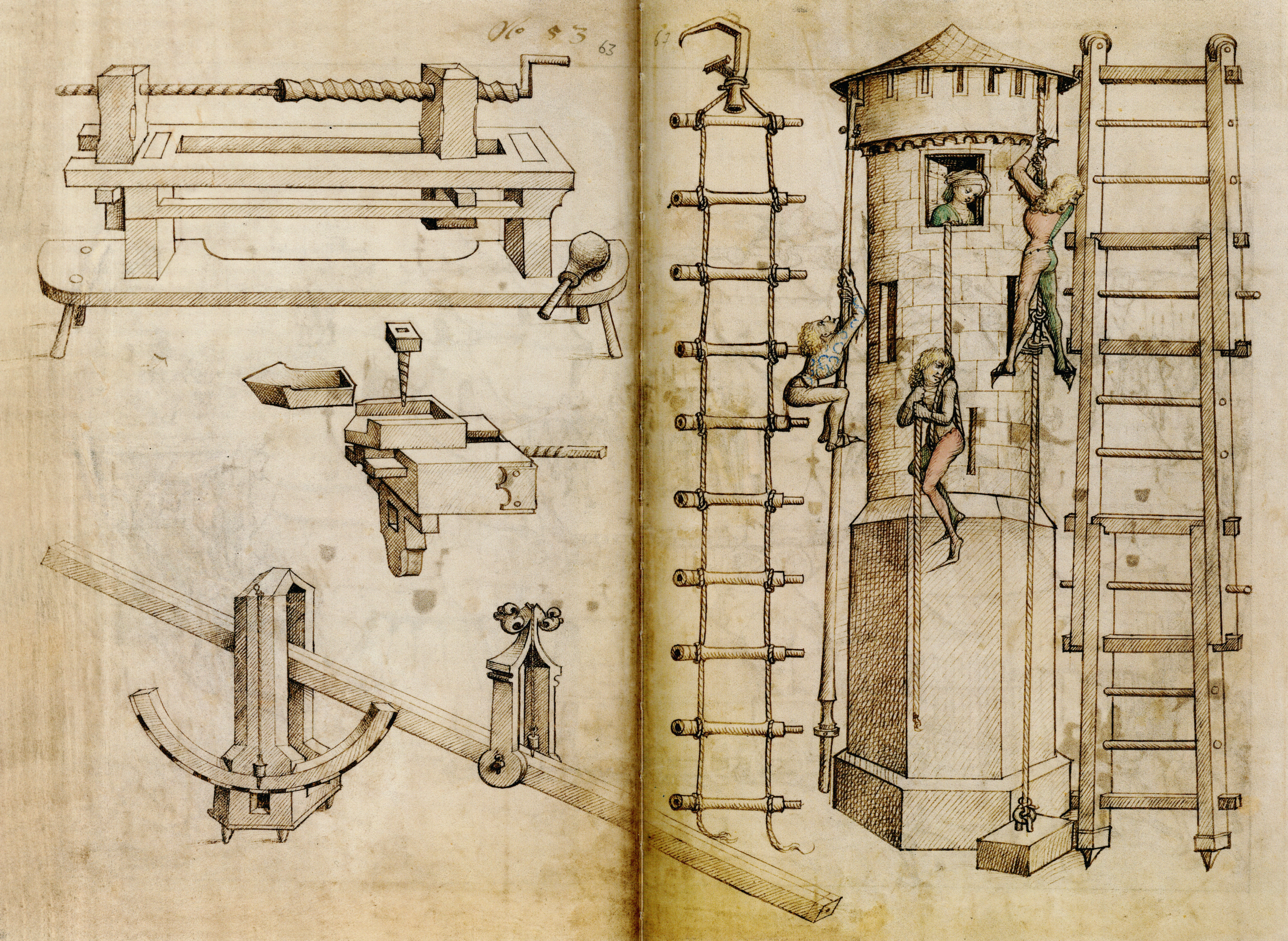
Изображение токарного станка (левый верхний угол), в средневековой германской книге, 1480 год.

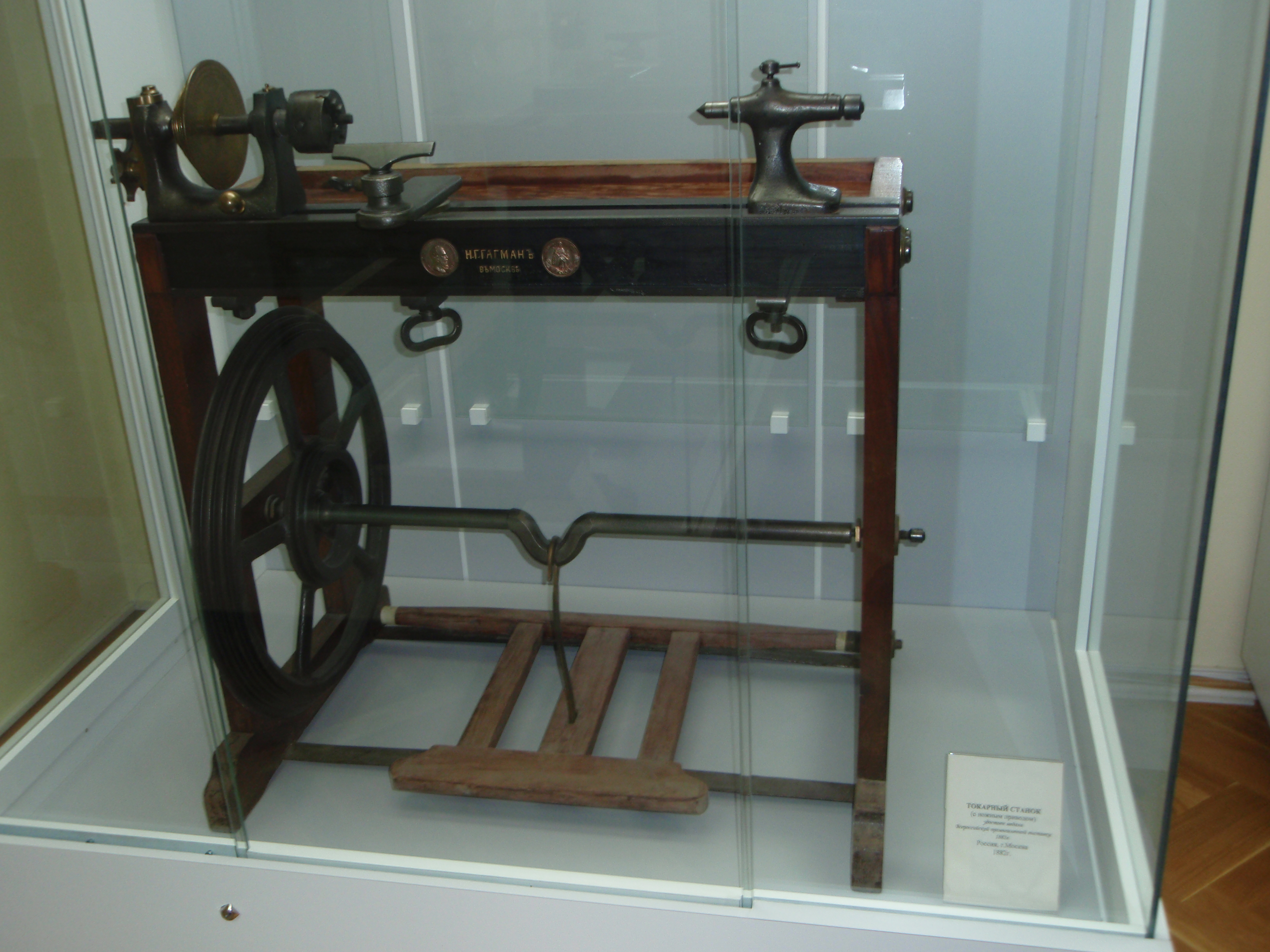
Токарный станок 1882 года, Государственный Политехнический музей (город Москва)

Тока́рный стано́к — станок для обработки резанием (точением) заготовок из металлов, древесины и других материалов в виде тел вращения. На токарных станках выполняют черновое и чистовое точение цилиндрических, конических и фасонных поверхностей, нарезание резьбы, подрезку и обработку торцов, сверление, зенкерование и развёртывание отверстий и т. д. Заготовка получает вращение от шпинделя, резец — режущий инструмент — перемещается вместе с салазками суппорта от ходового вала или ходового винта, получающих вращение от механизма подачи.
Она включает, согласно классификации Экспериментального НИИ металлорежущих станков, девять типов станков, отличающихся по назначению, конструктивной компоновке, степени автоматизации и другим признакам.
Применение на станках дополнительных специальных устройств (для шлифования, фрезерования, сверления радиальных отверстий и других видов обработки) значительно расширяет технологические возможности оборудования.
Токарные станки, полуавтоматы и автоматы, в зависимости от расположения шпинделя, несущего приспособление для установки заготовки обрабатываемой детали, делятся на горизонтальные и вертикальные. Вертикальные предназначены в основном для обработки деталей значительной массы, большого диаметра и относительно небольшой длины.
Самые распространённые токарные станки в советское время — 1К62 и 16К20.

## История создания

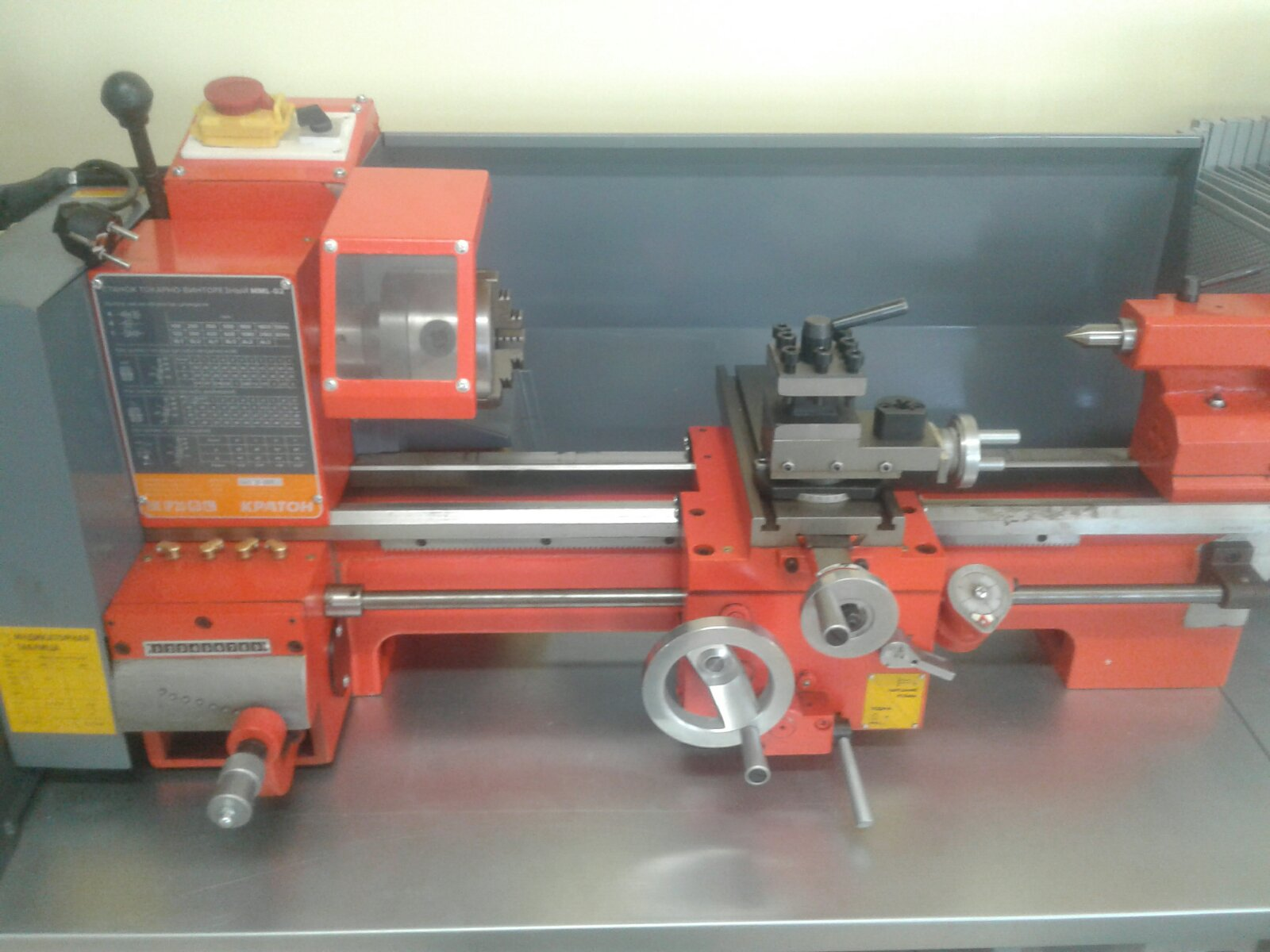
Токарный станок в школьной мастерской

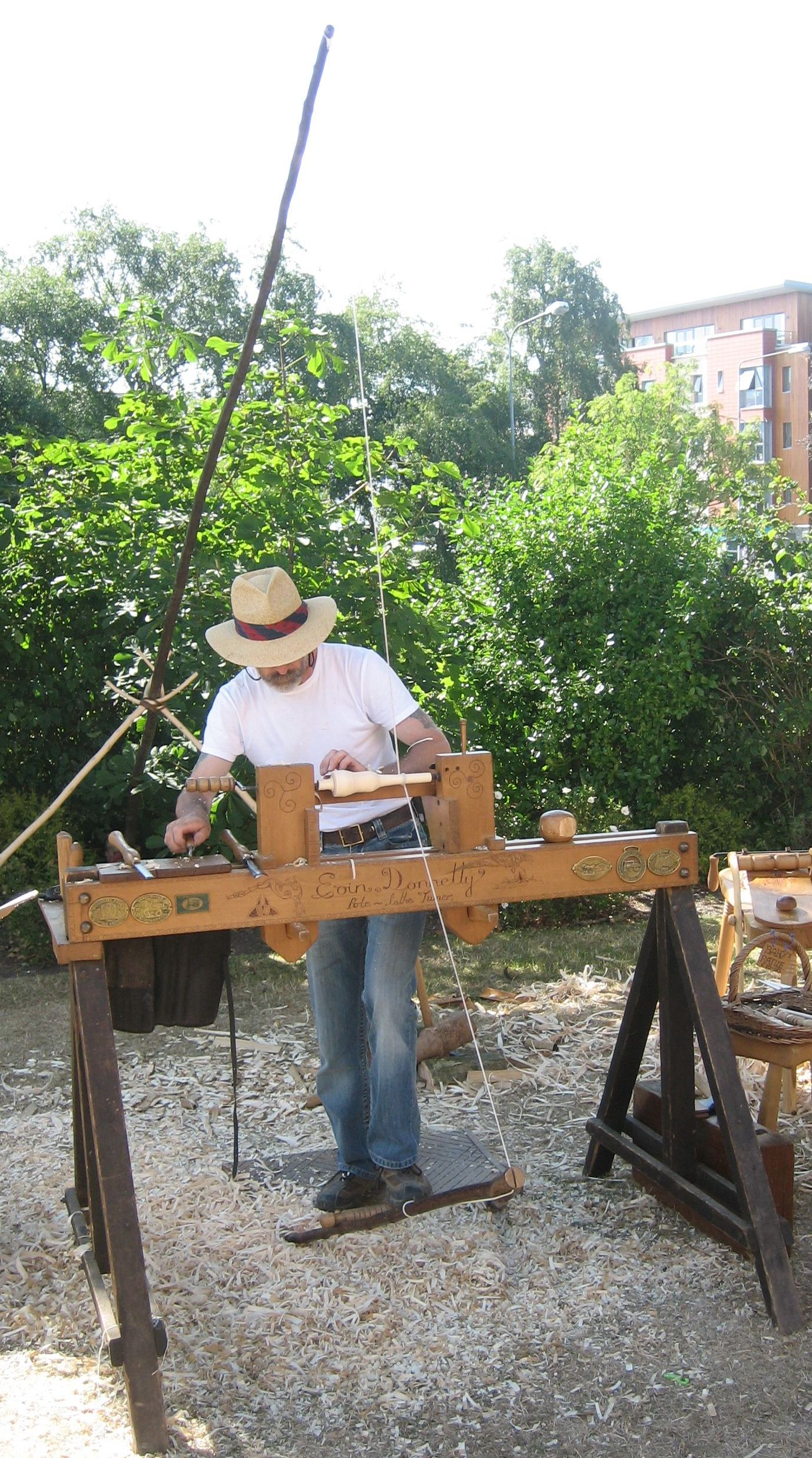
Деревянный токарный станок с ножным приводом

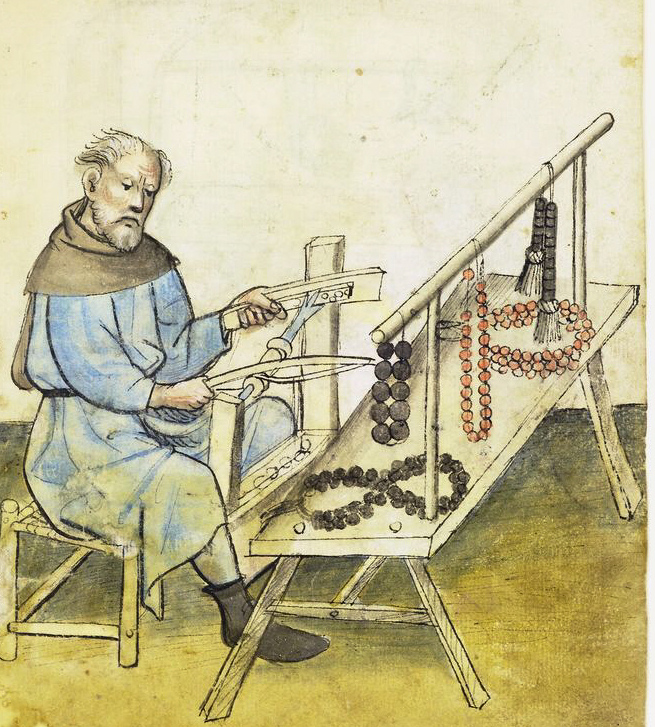
Древний токарный станок с ручным приводом

Токарный станок — древний инструмент. Самое раннее свидетельство о токарном станке восходит к Древнему Египту около 1300 года до нашей эры. Есть также незначительные доказательства его существования в микенской цивилизации, начиная с XIII или XIV века до н. э.
Четкие свидетельства изготовленных на станке артефактов были обнаружены в 6 веке до нашей эры: фрагменты деревянной чаши в этрусской гробнице в Северной Италии, а также две плоские деревянные тарелки с декоративными изготовленными на станке ободами в современной Турции.
В период враждующих государств в Китае, около 400 г. до н. э., древние китайцы использовали токарные станки для заточки инструментов и оружия в промышленных масштабах.
Первая известная картина, на которой изображен токарный станок, датируется 3 веком до нашей эры в Древнем Египте.
Токарный станок был очень важен для промышленной революции. Он известен как «мать станков», поскольку это был первый станок, который привел к изобретению других станков.
В 1717 году «придворный токарь Его Величества Император Петра Великого» Андрей Константинович Нартов впервые изобрёл токарно-винторезный станок с механизированным суппортом и набором сменных зубчатых колёс. В токарных станках той эпохи резец зажимался в особом держателе, который перемещали вручную, прижимая к обрабатываемому предмету. Качество зависело только от точности рук мастера, тем более, что в то время токарные станки уже применялись для обработки металлических, а не деревянных изделий. Нарезать резьбу на болты, наносить сложные узоры на обрабатываемый предмет, изготовить зубчатые колеса с мелкими зубчиками мог только очень искусный мастер. В своем станке Нартов не просто закрепил резец, но и применил следующую схему: копировальный палец и суппорт приводились в движение одним ходовым винтом, но с разным шагом нарезки под резцом и под копиром. Таким образом было обеспечено автоматическое перемещение суппорта вдоль оси обрабатываемой заготовки. Станок позволял вытачивать сложнейшие рисунки почти на любых поверхностях. Как это ни парадоксально, невзирая на все дальнейшие усовершенствования придуманного Нартовым механизированного суппорта, принцип его действия остался таким же и в наше время. Первые токарные станки Нартова хранятся в коллекции Эрмитажа как шедевры инженерного искусства XVIII века.
Первый полностью задокументированный цельнометаллический токарный станок был изобретен Жаком де Вокансоном около 1751 года. Он был описан в «Энциклопедии».
Важным ранним токарным станком в Великобритании был горизонтальный сверлильный станок, который был установлен в 1772 году в Королевском Арсенале в Вулвиче. Он работал на лошадиной тяге и позволял производить гораздо более точные и мощные пушки, которые с успехом использовались в американской войне за независимость в конце XVIII века. Одной из ключевых характеристик этого станка было то, что в нем вращалась заготовка, а не инструмент, что делало его технически токарным станком. Генри Модсли, который позже много совершенствовал токарные станки, работал в Королевском Арсенале с 1783 года. Подробное описание токарного станка Вокансона было опубликовано за десятилетия до того, как Модслей усовершенствовал свою версию. Вполне вероятно, что Модсли не знал о работе Вокансона, поскольку в его первых версиях упора для скольжения было много ошибок, которых не было в токарном станке Вокансона.
Во время промышленной революции механизированная энергия, генерируемая водяными колесами или паровыми двигателями, передавалась на токарный станок посредством линейного вала, что позволяло быстрее и легче работать. Металлообрабатывающие токарные станки превратились в более тяжелые станки с более толстыми и жесткими деталями. Между концом XIX и серединой XX веков отдельные электродвигатели на каждом токарном станке заменили линейный вал в качестве источника энергии. Начиная с 1950-х годов сервомеханизмы применялись для управления токарными станками и другими станками с помощью числового управления, которое часто сочеталось с компьютерами для создания числового программного управления (ЧПУ). Сегодня в обрабатывающей промышленности сосуществуют токарные станки с ручным управлением и ЧПУ.

## Виды токарных станков
Доступны различные формы токарных станков в разных форматах и спецификациях. Есть деревообрабатывающие токарные станки, металлообрабатывающие станки и машины, используемые для декоративного точения, обработка стекла и алмазная обработка. Существуют легкие токарные станки, которые полезны для мягких работ, например, в мини-инструментальных комнатах или для практических применений или демонстраций. Существуют мощные токарные станки, используемые для массового производства на электростанциях, сталелитейных и бумажных фабриках, судостроительной и автомобильной промышленности, горнодобывающей промышленности, текстильной промышленности.

### Токарно-винторезный станок

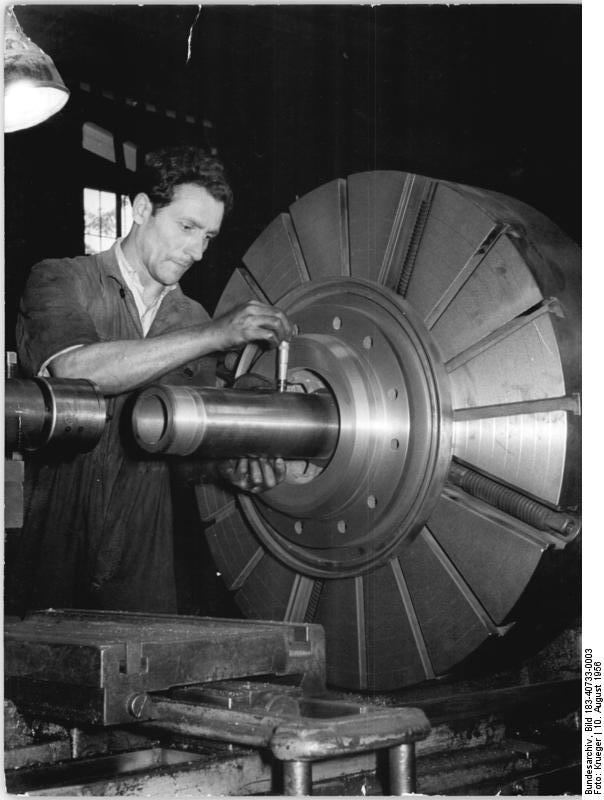
Замер обрабатываемой на токарном станке детали

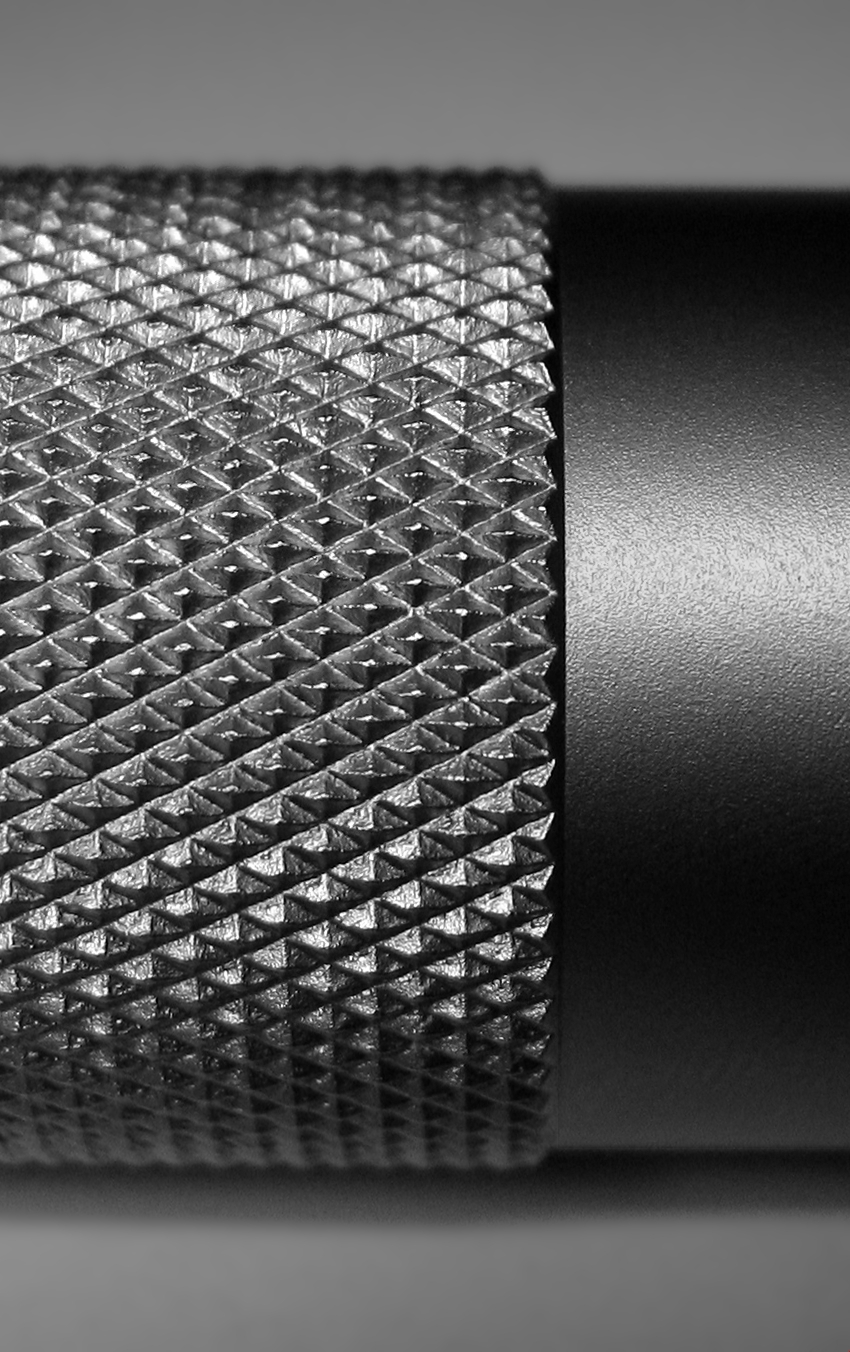
Сетчатое (накатанное) рифление на цилиндрической детали

Токарно-винторезный станок предназначен для выполнения разнообразных токарных работ по чёрным и цветным металлам, включая точение конусов, нарезание метрической, модульной, дюймовой и питчевых резьб. Является наиболее известным и классическим среди всех металлорежущих станков.
Токарно-винторезные станки являются наиболее универсальными станками токарной группы и используются главным образом в условиях единичного и мелкосерийного производства. Конструктивная компоновка станков практически однотипна. Основными узлами принятого в качестве примера станка 16К20 являются:
- станина, на которой монтируются все механизмы станка;
- передняя (шпиндельная) бабка, в которой размещаются коробка скоростей, шпиндель и другие элементы;

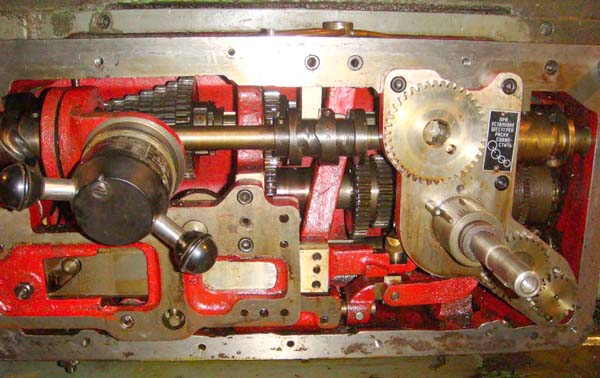

- коробка подач, передающая с необходимым соотношением движение от шпинделя к суппорту (с помощью ходового винта при нарезании резьбы или ходового валика при обработке других поверхностей);
- фартук, в котором преобразуется вращение винта или валика в поступательное движение суппорта с инструментом;
- задняя бабка, которая предназначена для поддержания второго конца изделия и придания ему определённого положения при обработке в центрах. Также задняя бабка используется для установки в ней различных режущих инструментов (сверл, зенкеров, разверток), посредством которых производится соответствующая обработка изделия;
- суппорт служит для закрепления режущего инструмента и сообщения ему движений подачи.

Суппорт состоит из нижних салазок (каретки), перемещающихся по направляющим станины. По направляющим нижних салазок перемещаются в направлении, перпендикулярном к линии центров, поперечные салазки, на которых располагается резцовая каретка с резцедержателями. Резцовая каретка смонтирована на поворотной части, которую можно устанавливать под углом к линии центров станка.
Основными параметрами станков являются наибольший диаметр обрабатываемой детали над станиной и наибольшее расстояние между центрами. Важным размером станка является также наибольший диаметр заготовки, обрабатываемой над поперечными салазками суппорта.

### Точность токарно-винторезных станков
Токарно-винторезные станки по точности делятся на пять классов:
| повышенной — П             |
| нормальной — Н             |
| высокой — В                |
| особо высокой точности — А |
| особо точная обработка — С |

### Токарно-карусельные
Главная особенность карусельного станка — вертикальное расположение оси вращения обрабатываемой детали. 
Станки этого типа предназначены для любой токарной обработки (группа токарно-карусельные станки) — точение и растачивание торцевых, цилиндрических и конических поверхностей, подрезка торцов, прорезание канавок, нарезание резьбы резцом как обрабатываемых деталей у которых высота незначительно превышает диаметр так и, при определённой компоновке станка, значительно больших габаритов.
При оснащении станка шлифовальным суппортом (или установке в токарном суппорте станка шлифовальной головки или установке на салазках бокового суппорта поворотного шлифовального суппорта) на карусельном станке можно производить шлифование (таким способом переведя его в группу карусельно-шлифовальных станков).
При оснащении карусельного станка комбинированным суппортом, на торце его ползуна может быть установлена прямая (или угловая или поворотная) фрезерная головка, что позволяет вести фрезерную обработку детали (токарно-фрезерный станок).
При установке в качестве рабочего инструменты сверла станок относится к группе торкано-сверлильных и позволяет производить операции по сверлению, зенкерованию и развёртыванию отверстий, в том числе глубоких (с использованием борштанг).
С дополнительными электрокопировальными устройствами на станке можно точить фасонные поверхности по копиру.
Характеризующим типоразмер станков параметром является диаметр обрабатываемой детали (заготовки). Согласно ГОСТ 600-80, каждая последующая модель станка должна позволять устанавливать заготовку диаметров 2 1,26 раза большего заготовки станка предыдущего типоразмера. Для диаметра обрабатываемых заготовок принят ряд 800, 100, 1250, 1600, 2000, 2500, 3150, 4000, 5000, 6300, 8000, 10000, 12500, 16000 и 20000 мм. Аналогичные требования предъявляются к высоте заготовки. В виду особых требований к обрабатываемой заготовке, выпускаются модификации станков в лёгком или тяжелом исполнении, а размерный ряд габаритов обрабатываемой детали может быть продолжен с тем же знаменателем прогрессии как в сторону снижения (630, 500, 400) так и в сторону повышения (25000).

### Компоновка
По исполнению могут быть одностоечными, одностоечными с консолью и двухстоечными (портальная компоновка).
"Классическое" одностоечное исполнение наиболее простое и широко распространённое представляем собой основание со столом, иногда изготавливаемых в виде единой отливки. На стойке устанавливается поперечина, иногда неподвижная, на которую монтируются салазки суппорта. В моделях без поперечины салазки суппорта (суппортов) перемещаются непосредственно по вертикальным направляющим станины. На суппорте может быть установлен  резцедержатель (приспособление для удержания резца  или блок для удержания нескольких резцов), а может быть установлена четырёх или пятигранная револьверная головка. Смена позиции рабочего инструмента, как и разим-разжим инструмента, может быть ручным или автоматическим.
Исполнение карусельного станка с консолью находит применения когда обрабатываемая деталь имеет кольцевую форму и, при больших наружных диаметрах не требует обработки в центре. Также, на консольных одностоечных станках, по сравнению с двухстоечными, при меньшей массе и габаритах легче производится установка на обработку тяжеловесных деталей, особенно несимметричных геометрических форм, обработка которых эффективно производится горизонтальным (боковым) суппортом с минимальны возможным вылетом ползуна.
Традиционной (но не единственной) схемой компоновки двухстоечного станка представляет собой замкнутую раму (портал) образованный жесткой связью основание стола - стойки (правая и левая) - верхняя распорка. На перемещающейся по высоте при наладке поперечиной смонтированы салазки суппортов, на которых устанавливаются один, два или три ползуна, вертикальных и/или горизонтальных (боковых).
Достоинства двухстоечной схемы компоновки
- Портальная компоновка позволяем реализовать схему с смещения стола относительно направляющих основания, что позволяет ~20 процентов увеличить диаметр обрабатываемой детали и облегчает её установку на стол.
- Жёсткая система станка позволяет вести обработку двумя суппортами на предельно допускаемых инструментами режимах резания.

Недостатки двухстоечной схемы компоновки
- Диаметр устанавливаемой детали ограничен размерами портала.
- На длинной перемычке снижается жёсткость (обратно пропорционально кубу расстояния между стойками).
- Недостаточно эффективно используется горизонтальный суппорт - ввиду невозможности применять силовые режимы резания при больших вылетах ползуна.
- При смещении оси вращения относительно геометрического центра станка, режущая кромка резца верхнего суппорта перемещается не к центру обрабатываемой детали а по хорде с соответствующим изменением угла резания и нагрузкой на резец, что требует компенсации в расчете со стороны УЧПУ станка. Тем не менее, непрерывная обработка торцевых поверхностей в широком диапазоне диаметров зачастую невозможна в следствии необходимости поворота во время обработки резцедержателя вокруг вертикальной оси при обработке поверхностей различного диаметра.

### Узлы
Для упрощения перевозки, обслуживания и ремонта, узлы станка представляют собой самостоятельные сборочные единицы с высоко степенью конструктивного подобия и унификации в пределах типоразмера станка.
Для удешевления и жёсткости станком небольших типоразмеров отдельные узлы, например стол и станина, могут изготавливаться в виде единой отливки из чугуна.
Основным узлом карусельного станка является основание (станина или портал), стол с планшайбой, на которой крепится заготовка и поперечина на которой монтируются инструментальные суппорты.
Станина (в одностоечной компоновки) и портал (в двухстоечной компоновке) представляет собой массивную (весом до нескольких сот тонн) коробчатую конструкцию равного по высоте или сужающегося кверху сечения с развитой системой внутренних продольных и поперечных рёбер жесткости, отлитую из серого чугуна марок СЧ-30 или СЧ-40 или сварная стальная из элементов изготовленных из листового проката марок Ст3 или Ст4. Разбивка внутреннего объёма ребрами на ряд отдельных ячеек имеет целью уменьшение общего веса конструкции, уменьшение расхода материала, гашение возникающих при резании материала обрабатываемой заготовки вибраций. С этими же целями наиболее нагруженная передняя стенка станины имеет толщину больше, чем боковые и задние. Некоторые станины могут изготавливаются с двойными стенками, в полостях между которыми намерено оставляют формовочный песок, что положительно влияет на уровень шума во время обработки заготовки станком.
Для монтажа и перемещения стола на станине закрепляют направляющие, отлитые из износостойкого хромикелевого чугуна при перлитной структуре имеющие твёрдость НВ 180-220-450 или же после высокочастотной или газоплазменной закалки НВ 400-450. Направляющие опор качения могут быть выполнены в виде привёртных закалённых стальных планок с твёрдостью HRC 60-62.
Передняя лицевая стенка стола часто имеет форму полукруга, радиусом несколько меньшим чем радиус планшайбы. В передней верхней части корпуса стола размещается диафрагма, являющаяся торцевой и радиальной опорой планшайбы. На верхней плоскости диафрагмы располагают круговые направляющие торцевой опоры планшайбы, в центре, в цилиндрическом приливе, отверстия для установки подшипников шпинделя или неподвижной цапфы радиальной опоры планшайбы. Над диафрагмой располагают масляную камеру для размещения опор и шестеренной передачи привода вращения планшайбы. Сверху по контуру стенки масляной камеры могут делаться кольцевые канавки лабиринта, в который входят соответствующие выступы планшайбы, что препятствует выбросу из камеры масла, а также защищает содержимое камеры от попадания пыли, стружки и охлаждающей жидкости.
Как и в одностоечной, так и в двухстоечной схеме компоновки, возможно схемное решение с перемещением стола по направляющим станины.
Для правильного положения станины, неподвижных порталов и стоек, они устанавливаются не непосредственно на фундамент, а на клиновые домкраты (называемые "регулируемые башмаки").
Стойка представляет собой жесткую коробчатую балку, жестко установленную на станине станка или, в случае подвижного портала или двухстоечной схемы, скреплённой своей нижней частью с боковыми платиками основания стола, сверху и иногда посредине связанными перекладинами-распорками. Под действием сил резания, а также в виду установки основного рабочего горизонтального суппорта с правой стороны, основной нагруженной в станке является правая стойка, по которой обычно и производится базирование станка. 
Под действием веса поперечины с установленной на ней узлами возникает отклонение вперёд и соответствующая деформация стоек, для частичной компенсации которой либо изготавливают балки специальной формы либо искусственным способом стойку "заваливают" от 0,05 до 2 миллиметров назад с тщательным тонким пришабриванием, чтобы после монтажа стойки и поперечина заняли нормальное положение. При общей металлоёмкости 40-50% массы станка, абсолютной жёсткости портала добиться не удаётся и смещения в системе портал-поперечина, портал-станина являются источником до 80% погрешности установки резца относительно детали.
Планшайба представляет собой полый оребренный диск, на верхней поверхности имеющий стандартизированные станочные пазы для крепления детали. Планшайбу обычно изготавливают литыми из серого чугуна, реже стальными. Высота планшайбы составляет 30-40% высоты стола (до 50% высоты стола у станков больших типоразмеров).
Планшайба может изготавливаться разъёмной по высоте — на подшипниковых опорах основания стола базируется диск основания планшайбы, к которому центруется, позиционируется и жёстко крепится собственно планшайба. Этим достигаются следующие цели:
- повышается удобство при регулировке и контроле подшипниковых опор и зубчатой пары привода вращения планшайбы;
- замена планшайбы производится оперативно и без нарушения регулировки подшипниковых опор. Кроме ремонтных нужд, эта особенность используется в станках с повышенным уровнем автоматизации формирующих автоматический обрабатывающий комплекс, например TOSHIBA TMC-13A имеющем загрузочное устройство в виде установленного рядом со станком загрузочного стола с манипулятором смены паллет — съёмной части планшайбы с закрепленной на ней заготовкой. Пока одна такая паллеты находится в станке на обработке, имеется возможность произвести необходимые работы на предыдущей детали (например, измерения, домонтаж сборочных единиц или дополнительную обработку - закалку) а также загрузить заготовку и подготовить к загрузке следующую паллету. При большой массе и габаритах заготовки и обрабатываемой детали этот способ позволяет распараллелить технологические операции с деталью и тем самым ускорить время получения готовой детали.

При наличии, поперечина несёт салазки ползунов и каретки горизонтальных (боковых) суппортов.
Ползуны являются носителями вертикальных инструментальных суппортов и представляют собой полую коробчатую конструкцию, квадратного, прямоугольного или восьмиугольного сечения.
Движения в станке:
- главное движение — вращение планшайбы с заготовкой;
- движение подачи — перемещение суппортов;
- вспомогательное движение — перемещение траверсы; это движение нужно для подвода инструмента ближе к заготовке.

### Лобовой (лоботокарный) станок
Станок с относительно короткой станиной и высоким расположением оси вращения (например, 1А693), предназначенный для обтачивания коротких деталей большого диаметра, преимущественно с торца («по лбу»). Часто не имеют задней бабки. Благодаря значительному количеству пространства и вращению шпинделя в горизонтальной плоскости, лобовые станки подходят для обработки многотонных деталей малой длины. Однако, ввиду серьёзных нагрузок на шпиндельную группу и трудности в монтаже заготовок лобовые станки часто заменяются в производстве карусельными станками.

### Токарно-револьверный станок
Токарно-револьверный станок применяется для обработки заготовок или деталей из калиброванного прутка.
На станке производятся следующие виды токарной обработки: точение, расточка, сверление, зенкерование, развёртывание, фасонное точение, создание резьб метчиками, плашками и резцами осуществляется роботом.

### Автомат продольного точения
Автоматы продольного точения используют при изготовлении мелких серийных деталей из холоднотянутого, калиброванного прутка, фасонного профиля и свёрнутой в бунт проволоки.
Автомат может выполнять точение различных материалов — от меди до легированных сталей.
Преимущественно автоматы продольного точения применяются в крупном и массовом производстве, но могут быть также использованы в серийном производстве при проектировании и изготовлении необходимой оснастки для выпуска специальных групп деталей с максимально возможным использованием одного и того же комплекта кулачков, зажимных и подающих цанг, державок и инструментов.
Устройство токарного автомата с неподвижной шпиндельной бабкой следующее. На верхней плоскости станины закреплена шпиндельная бабка. На её передней плоскости имеется платик для установки специальных приспособлений. На задней плоскости бабки имеется качающийся упор, а на верхней — вертикальный суппорт. На верхней плоскости станины находятся также приводы приспособлений, привод шпинделя, либо револьверной головки, приводы поперечных суппортов. Вместо токарного патрона в автомате продольного точения используется цанговый. Такое решение обусловлено малыми размерами обрабатываемой детали. При этом для автоматов продольного точения применяют специальные цанги.
Токарный автомат с подвижной шпиндельной бабкой называется автоматом «швейцарского типа» («Swiss type»).
Управление автоматом происходит через систему кулачков и распределительных валов, смонтированных в станине автомата. Также возможна установка систем ЧПУ с приводами подач и приводного инструмента.
Различают одношпиндельные и револьверные автоматы продольного точения.
В отличие от одношпиндельных, револьверные автоматы могут выполнять одновременно несколько различных операций точения для различных деталей, зафиксированных в револьверном шпинделе автомата.

### Многошпиндельный токарный автомат

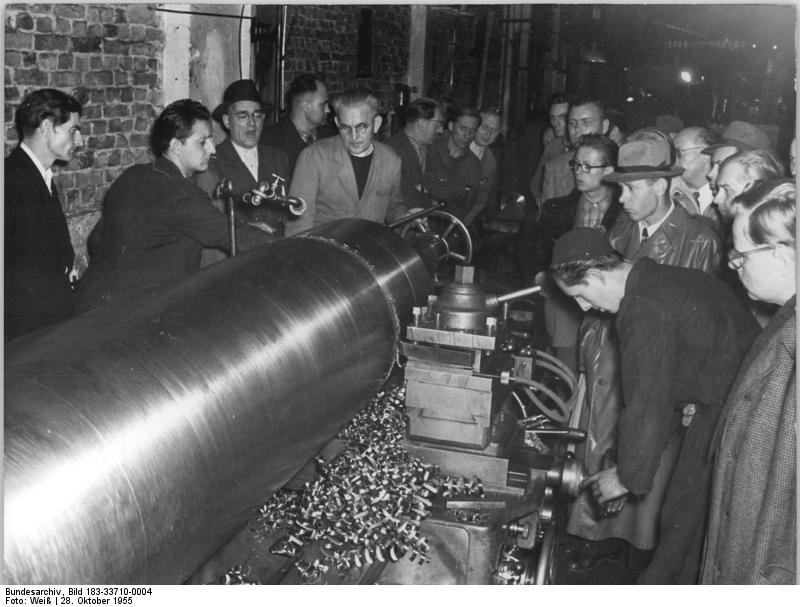
Обработка вала на токарном станке

Автоматы предназначены для токарной обработки сложных и точных деталей из калиброванного холоднотянутого прутка круглого, шестигранного и квадратного сечения или из труб в условиях серийного производства.
На них можно выполнять: черновое, чистовое и фасонное точение, подрезку, сверление, растачивание, зенкерование, развёртывание, резьбонарезание, отрезку, накатывание резьбы.
Достаточная мощность привода и жёсткость конструкции обеспечивают высокую производительность. Некоторые модели могут одновременно выполнять более одной операции, что серьёзно повышает производительность таких станков.

### Токарно-фрезерный обрабатывающий центр
Обрабатывающий центр совмещает функции токарного и фрезерного станков. Хотя на револьверных станках с приводным револьвером можно осуществлять фрезерование и сверление, однако возможности таких станков существенно ограничены подвижностью револьвера. Для решения этой проблемы в обрабатывающих центрах есть фрезерная голова под конус HSK или Capto (реже стандартный конус ISO либо BT) Конусы HSK и Capto позволяют устанавливать токарный резец прямо во фрезерную голову, что позволяет осуществлять операцию точения. При этом можно использовать резцы с квадратным сечением хвостовика, зажатые в специальную переходную оправку (чаще применяется на HSK-шпинделях), либо резцы со специальным хвостовиком (характерно для Capto-шпинделей).

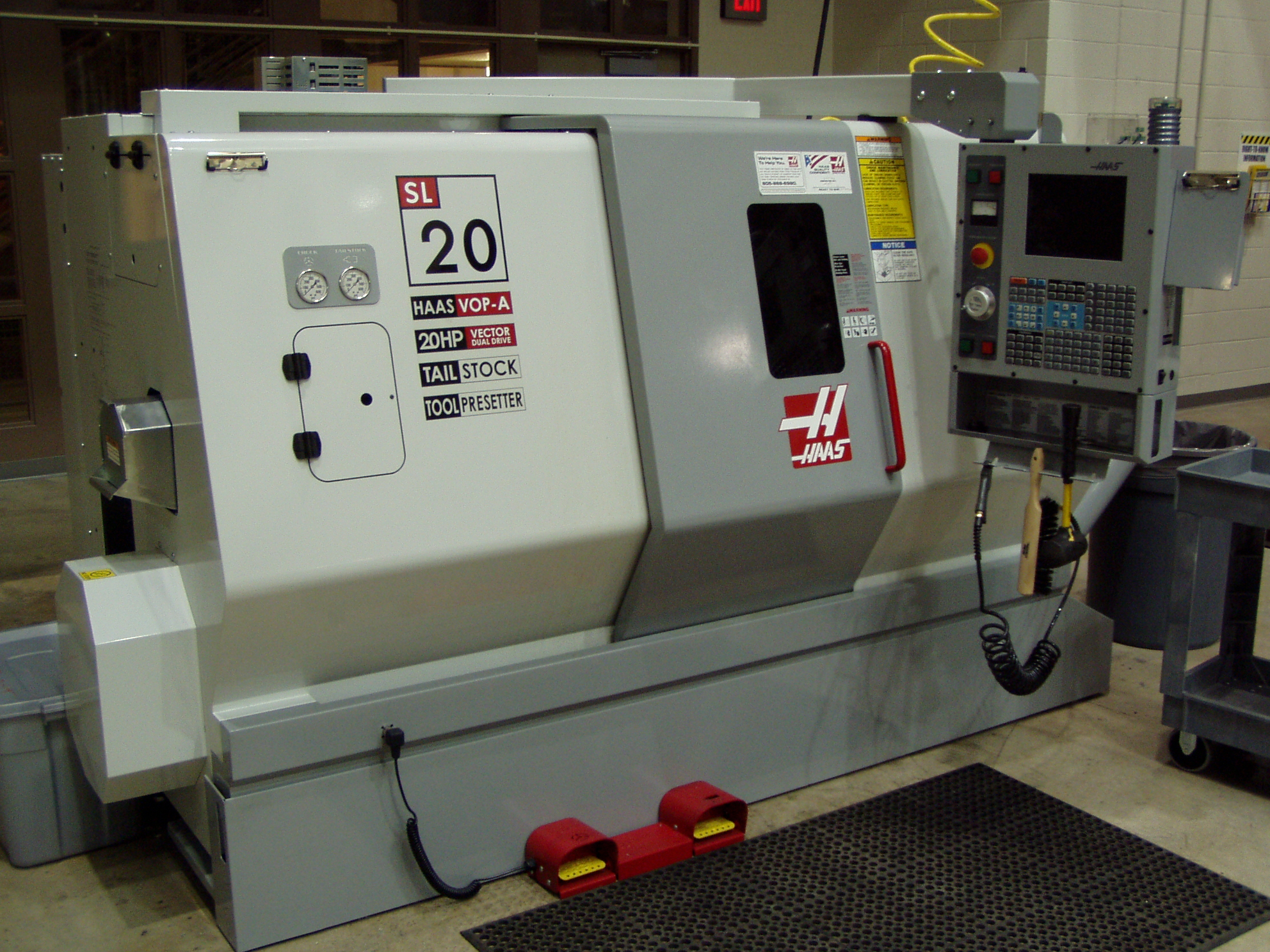
Токарный обрабатывающий центр HAAS SL-20

Таким образом один и тот же шпиндель фрезерной головы используется как для вращающегося, так и для статического инструмента.
Смена инструмента осуществляется автоматическим сменщиком инструмента. На обрабатывающих центрах используют инструмент со сменными твердосплавными пластинами, либо цельный. Напайной инструмент, как правило, не используется.
Станок может иметь и револьверную голову, но такая компоновка редко используется.
Обрабатывающие центры предназначены, прежде всего, для обработки сложных деталей, требующих как операции точения, так и фрезерования, например, таких, как коленвал.

## Станки сЧПУ

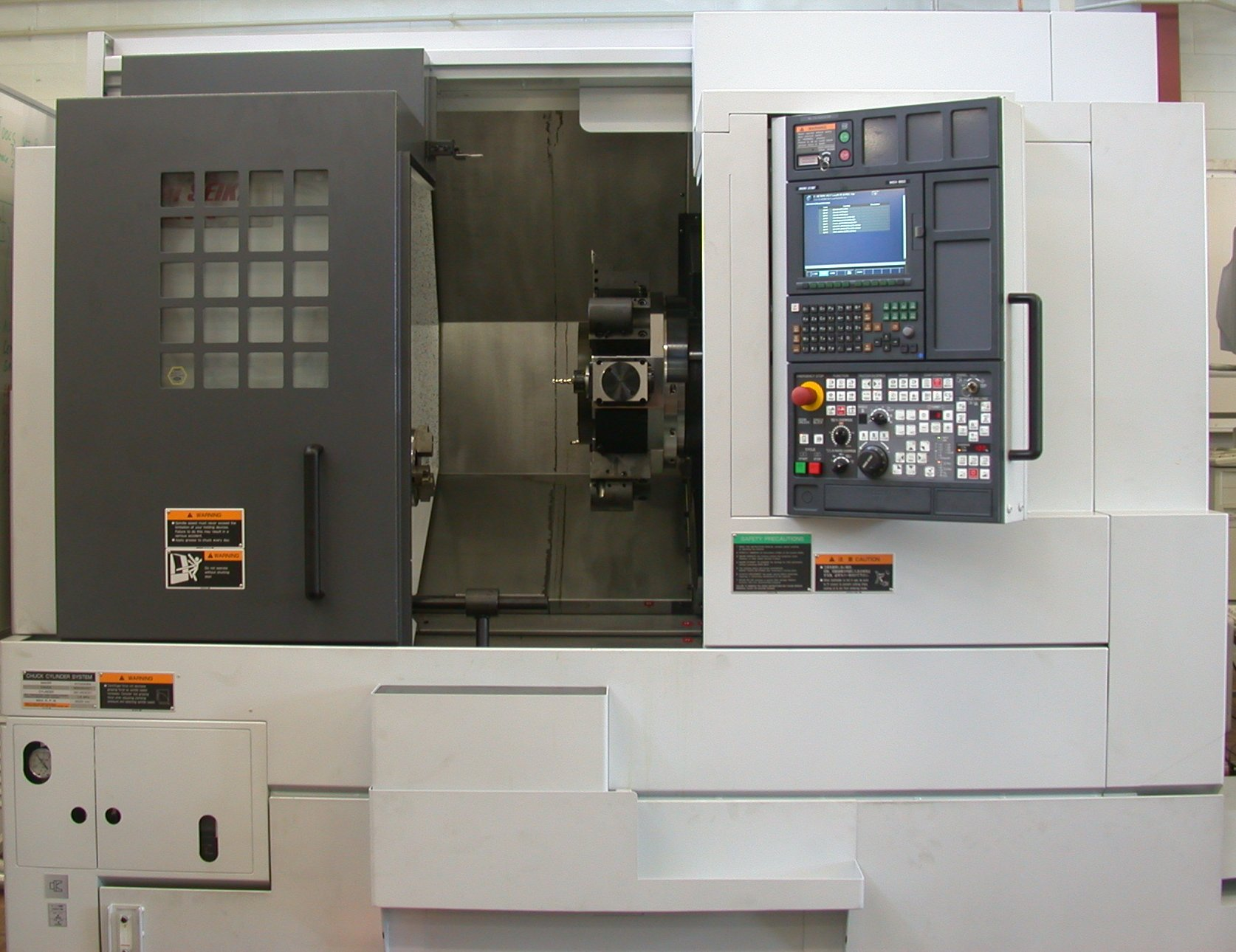
Токарный станок с ЧПУ

Развитие вычислительной техники привело к созданию станков с программным управлением. В СССР выпускалось большое количество типов станков с ЧПУ — 16К20 («Красный пролетарий», Москва), 16Б16 (Куйбышев), ЛА155 (Ленинград) и др. Станки с ЧПУ заняли нишу между универсальными и агрегатными станками при производстве большой номенклатуры продукции (обеспечивается библиотекой программ обработки) относительно небольшими партиями (десятки и сотни штук). Малое время переналадки и высокая повторяемость обработки на станках с ЧПУ позволили резко увеличить выход годных деталей при многооперационной обработке. Базовыми системами ЧПУ в СССР были НЦ-31 и 2Р22 (токарная группа) и 2С42 и 2Р32 (фрезерная группа).
Сегодня ведущие производители станков с ЧПУ — Китай, Тайвань, США, Испания, Италия, Япония и Германия.